# برلمان نيبال الاتحادي
برلمان نيبال الاتحادي (بالإنجليزية: Federal Parliament of Nepal)‏ هي الهيئة التشريعية في نيبال، تتكون من المجلس الأعلى جمعية نيبال الوطنية
الذي يضم 59 مقعداً، والمجلس الأدنى House of Representatives (Nepal) ‏ الذي يضم 275 مقعداً.